# 東大和市駅
東大和市駅（ひがしやまとしえき）は、東京都東大和市桜が丘一丁目にある、西武鉄道拝島線の駅である。駅番号はSS32。

## 歴史
- 1950年（昭和25年）5月15日：青梅橋駅として開業。
- 1979年（昭和54年）3月25日：東大和市駅に改称[1]。
- 1980年（昭和55年）7月17日：駅の高架化完了[2]。
- 2025年（令和7年）3月25日：駅係員によるインターホンでご案内する遠隔対応駅へ変更するとともに、窓口での切符等の販売を終了[3]。

### 駅名の由来
開業当時は「青梅橋駅」と称した。この由来は1655年に玉川上水の支流である野火止用水を駅脇の青梅街道が横断する際に架けられた橋の名である。青梅橋は1963年（昭和38年）に野火止用水が駅付近において暗渠化されたため現存しないが、「青梅橋交差点」として名前が残っている。また、交差点の近辺には青梅橋公園、青梅橋東公園、青梅橋医院など橋の名を冠した施設も存在している。
1979年（昭和54年）に駅名が変更されるが、これは青梅に行く人が間違えて当駅で降りることが度々あり、当時の東大和市長が西武鉄道に駅名変更を打診したことで実現した。その際、市長は当初「東大和」駅を提案したが、「やまと」と読む駅名は全国各地に存在するため西武鉄道は難色を示し、最終的には市長が駅名に「市」を付けることを提案して決着した。

## 駅構造
相対式ホーム2面2線を有する高架駅。

### のりば
| ホーム | 路線   | 方向 | 行先                     |
| ------ | ------ | ---- | ------------------------ |
| 1      | 拝島線 | 下り | 拝島方面                 |
| 2      | 拝島線 | 上り | 萩山・小平・西武新宿方面 |

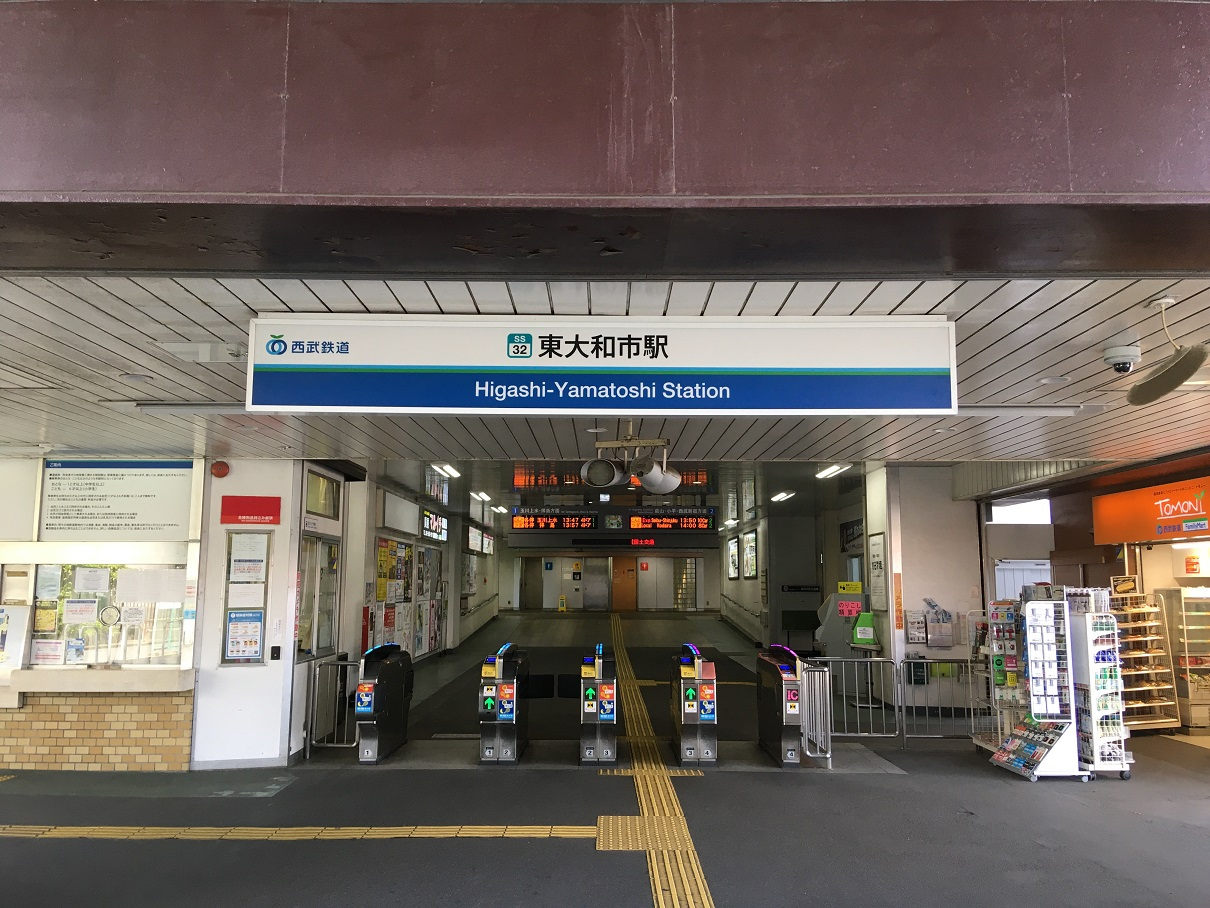
改札口 （2020年5月24日）
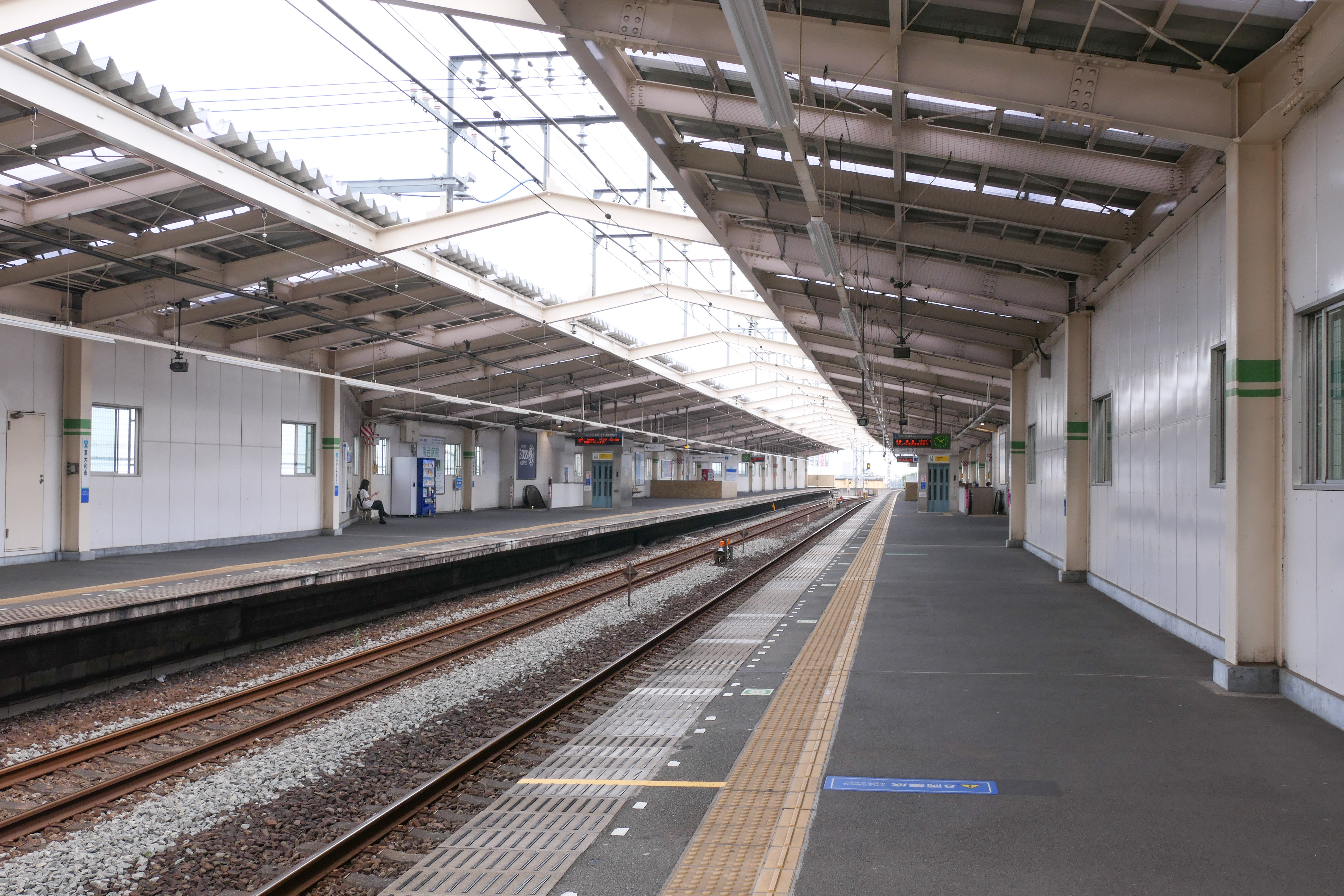
ホーム （2021年5月30日）
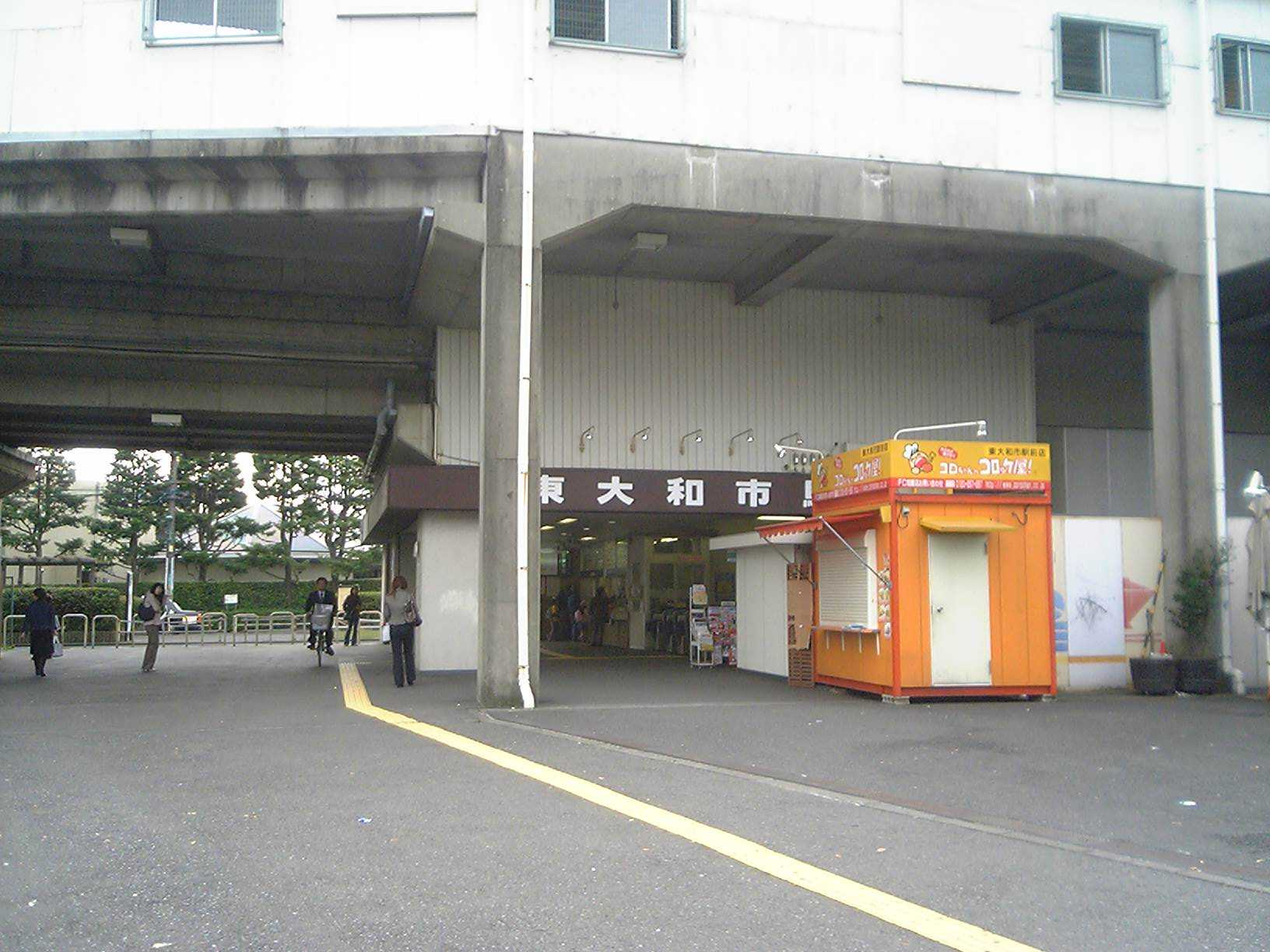
改装前の駅入口 （2006年10月28日）

## 利用状況
2024年度の1日平均乗降人員は23,998人であり、西武鉄道全92駅中41位。
近年の1日平均乗降・乗車人員の推移は下記の通り。
| 年度               | 1日平均 乗降人員 | 1日平均 乗車人員 | 出典     |
| ------------------ | ---------------- | ---------------- | -------- |
| 1992年（平成04年） |                  | 12,586           | [ * 1 ]  |
| 1993年（平成05年） |                  | 12,474           | [ * 2 ]  |
| 1994年（平成06年） |                  | 12,153           | [ * 3 ]  |
| 1995年（平成07年） |                  | 11,880           | [ * 4 ]  |
| 1996年（平成08年） |                  | 11,797           | [ * 5 ]  |
| 1997年（平成09年） | 23,327           | 11,649           | [ * 6 ]  |
| 1998年（平成10年） | 23,223           | 11,501           | [ * 7 ]  |
| 1999年（平成11年） | 22,429           | 11,022           | [ * 8 ]  |
| 2000年（平成12年） | 22,527           | 11,052           | [ * 9 ]  |
| 2001年（平成13年） | 22,279           | 10,918           | [ * 10 ] |
| 2002年（平成14年） | 21,737           | 10,677           | [ * 11 ] |
| 2003年（平成15年） | 22,018           | 10,880           | [ * 12 ] |
| 2004年（平成16年） | 22,108           | 10,959           | [ * 13 ] |
| 2005年（平成17年） | 22,516           | 11,222           | [ * 14 ] |
| 2006年（平成18年） | 22,711           | 11,325           | [ * 15 ] |
| 2007年（平成19年） | 23,616           | 11,805           | [ * 16 ] |
| 2008年（平成20年） | 23,773           | 11,861           | [ * 17 ] |
| 2009年（平成21年） | 23,700           | 11,832           | [ * 18 ] |
| 2010年（平成22年） | 23,379           | 11,748           | [ * 19 ] |
| 2011年（平成23年） | 23,468           | 11,793           | [ * 20 ] |
| 2012年（平成24年） | 24,170           | 12,133           | [ * 21 ] |
| 2013年（平成25年） | 25,171           | 12,646           | [ * 22 ] |
| 2014年（平成26年） | 25,130           | 12,627           | [ * 23 ] |
| 2015年（平成27年） | 25,822           | 12,966           | [ * 24 ] |
| 2016年（平成28年） | 25,864           | 12,979           | [ * 25 ] |
| 2017年（平成29年） | 26,029           | 13,067           | [ * 26 ] |
| 2018年（平成30年） | 25,965           | 13,049           | [ * 27 ] |
| 2019年（令和元年） | 25,177           | 12,645           | [ * 28 ] |
| 2020年（令和02年） | 18,620           |                  |          |
| 2021年（令和03年） | 20,043           |                  |          |
| 2022年（令和04年） | 21,983           |                  |          |
| 2023年（令和05年） | 23,054           |                  |          |
| 2024年（令和06年） | 23,998           |                  |          |

## 駅周辺
駅名が示す通り、当駅の所在地は東大和市であるが、実際は市の南端にあり、駅の南側は小平市域となっている。
駅高架化に伴い、駅北側にバス乗り場やタクシー乗り場のあるロータリーと駅前広場がある。
当駅から玉川上水駅にかけての区間の北側（東大和市桜が丘）は、東京都立東大和南公園などが整備されている。
- 東京都薬用植物園：駅南側にあり、法律で栽培が規制されているケシの花を都内で唯一研究目的で栽培・公開していることで知られる。

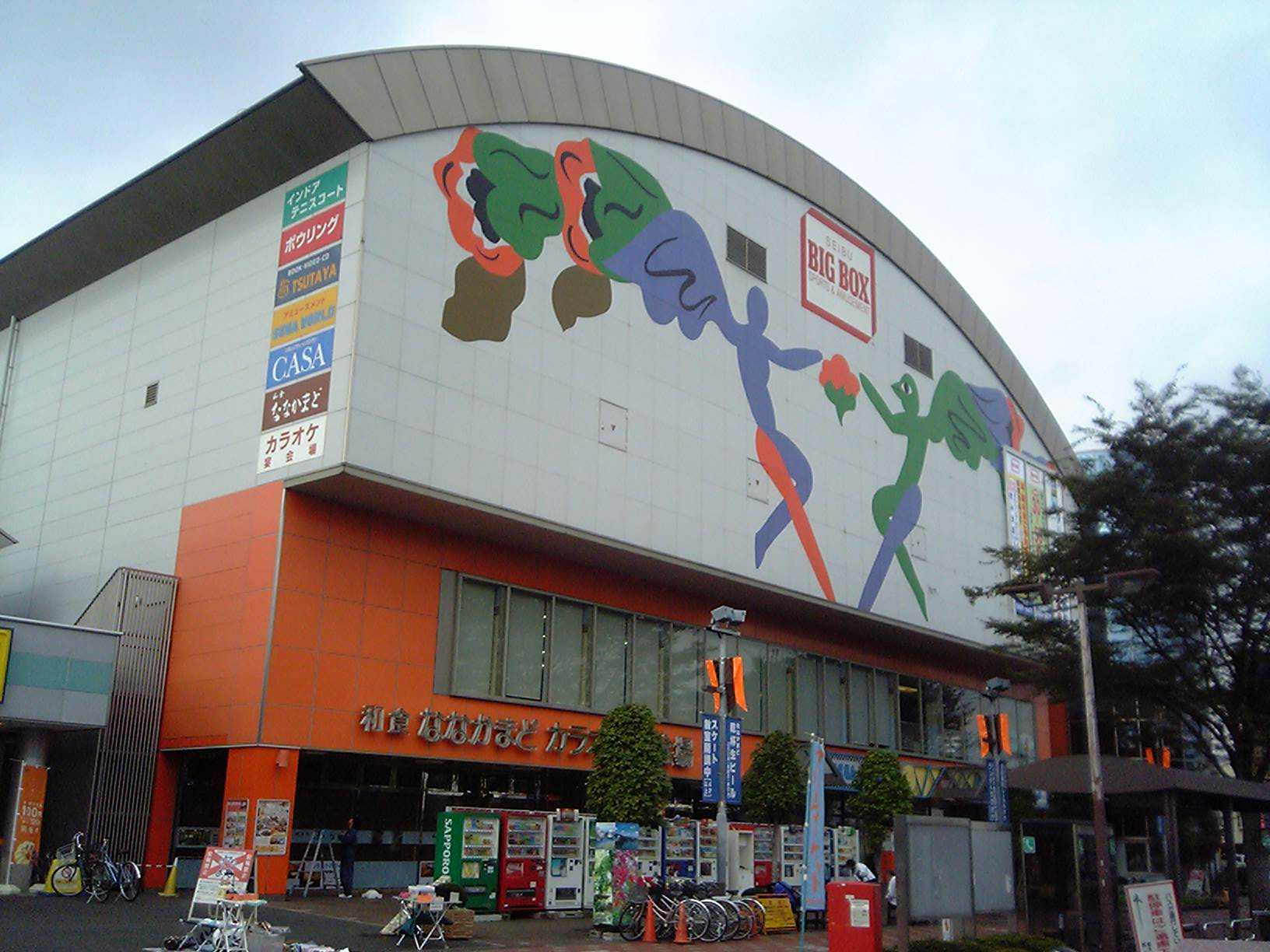
BIG BOX 東大和・

- 中小企業大学校 東京校
- 東京都立小平西高等学校
- 小平市立上宿小学校
- 小平市立上宿図書館
- 東大和市民会館（ハミングホール）
- 東京消防庁小平消防署 小川出張所
- 東大和南街郵便局
- 東大和向原郵便局
- 東大和新堀郵便局
- 小平上宿郵便局

- BIG BOX 東大和
テニス、ボウリング、カラオケ等のアミューズメント機能を有する遊戯施設。高田馬場とは構成が若干異なる。
  - ドコモショップ東大和市駅前店
  - ダイソー BIG BOX 東大和店
  - 東大和スケートセンター
- 南街：市内最大の商店街がある。
- セブン-イレブン 東大和市駅北口店、東大和市駅南店、東大和向原6丁目店、東大和南街4丁目店
- ファミリーマート トモニー東大和市駅店、東大和向原店
- ローソン・スリーエフ 東大和市駅前店
- イトーヨーカドー 東大和店
- ヤオコー東大和店[9]
かつては、ダイエー東大和店（旧：忠実屋東大和店）がこの地にあったが、2012年5月6日をもって閉店し、株式会社ヤオコーが買い取り、2013年6月28日にヤオコー東大和店が開店した。
- いなげや 東大和店、小平小川橋店
- 西友 東大和店
- 西武バス小平営業所
- 有楽製菓本社・工場：直売店も併設している。
- はま寿司 小平中島町店
- マルハン 東大和店
- セレモアつくば お仏壇のセレモア 東大和本店
- 東大和病院
- 南台病院
- 三井住友銀行 東大和支店
- りそな銀行 東大和支店
- 多摩信用金庫 東大和支店
- 青梅信用金庫 東大和支店

## バス路線
停留所名は、西武バスが東大和市駅、都営バスが東大和市駅前である。以下、特記なきものは西武バスによる運行。
- 1番のりば
  - 立37・立37-1・東大和37：武蔵村山市役所経由 イオンモールむさし村山行
  - 立35・立35-1・東大和35：武蔵大和経由東村山駅西口行
  - 梅70：青梅車庫行・大和操車所前行（都営バス）
- 2番のりば
  - 立39：南街行（深夜バスあり）
  - 立45：芝中団地行
  - ちょこバス (東大和市コミュニティバス) 往復ルート : 玉川上水駅行
- 3番のりば
  - 立34・久84：八坂駅経由 久米川駅行
- 4番のりば
  - 立33：小平営業所経由 立川駅北口行
- 青梅街道のりば
  - 立35・立37・立39・立45：立川駅北口行（深夜バスあり）
  - 立35-1・立37-1：立川営業所行
  - 梅70：花小金井駅北口行・小平駅前行（都営バス）
- 用水北通りのりば
  - 立34：立川駅北口行
  - 系統番号なし：小平営業所行

備考
- 駅南側を出てすぐの西友東大和店前にも「都立薬用植物園前」バス停があり、立川駅北口・小平営業所発着のバスが乗り入れる。
- 2009年4月24日から「京阪神ドリームさいたま号」の乗降扱いを開始した。路線統合・経路変更により2019年11月10日をもって「ドリームさいたま号」(旧京阪神ドリームさいたま号)の当停留所を廃止。
- 多摩都市モノレール線開業前は、西武ドーム（旧称・西武ライオンズ球場）での野球開催時のみ立川駅北口 - 東大和市駅 - 奈良橋 - 西武球場前間の立36系統が運行されていた。
- 2000年までは、立川バスの南街循環系統（立24・玉14）がロータリー北側ののりばを経由していた。停留所名称は「東大和市駅入口」であった。
- 2011年6月15日までは、西武バスの東大和循環（玉21：左回り、玉21-1：始発玉川上水駅行、玉22：右回り）も乗り入れていた。

## 隣の駅
西武鉄道
 拝島線
■拝島ライナー（上りは乗車専用）・■急行・■準急・■各駅停車
小川駅 (SS31) - 東大和市駅 (SS32) - 玉川上水駅 (SS33)